# Piotr Górski (duchowny)
Piotr Górski (ur. 20 lutego 1843 w Sandomierzu, zm. 26 lipca 1930 w Radomiu) – polski duchowny katolicki, protonotariusz apostolski, działacz patriotyczny i społeczny, renowator radomskich kościołów.

## Życiorys
W Sandomierzu ukończył szkołę elementarną, powiatową i seminarium duchowne. Święceń kapłańskich udzielił mu biskup Józef Juszyński 15 kwietnia 1866. Był wikariuszem przy katedrze sandomierskiej, a także w Opocznie. Od 1873 do 1889 był proboszczem w Wójcinie, a od 1899 w Wąchocku. 19 września 1903, już jako prałat, objął parafię św. Jana Chrzciciela w Radomiu i został dziekanem radomskim (podlegał mu m.in. ówczesny prefekt, Paweł Kubicki, przyszły biskup sandomierski). W 1908, mimo początkowej niechęci części wiernych, rozpoczął prace nad przebudową radomskiego kościoła farnego (autorem projektu był Józef Pius Dziekoński). Z czasem udało mu się zjednać do idei budowy mieszkańców Radomia, zwłaszcza robotników garbarskich i chłopów z okolicznych wsi. 13 listopada 1908 prywatnie poświęcił nowy, niedokończony obiekt, a 12 grudnia 1909 dokonano jego oficjalnego poświęcenia. 
29 sierpnia 1914, po przejściowym wkroczeniu do Radomia Niemców, został przez nich wzięty na zakładnika. Po znalezieniu się miasta w strefie okupacyjnej Austro-Węgier odprawił w 1916 uroczystą mszę dla upamiętnienia Konstytucji 3 maja. Potem zaczął urządzać coraz częstsze uroczystości patriotyczne. Po odzyskaniu niepodległości nie zgodził się na udział duchowieństwa w przysiędze złożonej 9 listopada 1918 na wierność rządowi Ignacego Daszyńskiego, uznawanemu przez część społeczeństwa za nazbyt lewicowy. Sprzeciwiał się też zaangażowaniu kleru w sprawy społeczne i polityczne. Utrzymywał dobre stosunki z lokalnym kahałem. W 1919 ufundował grobowiec dla ofiar epidemii tyfusu, na który zmarło wielu mieszkańców Radomia. 8 maja 1920 poświęcił kościół garnizonowy w dawnej cerkwi. 29 września 1920 odprawił tam mszę na cześć przybyłego do miasta generała Józefa Hallera. Wchodził w skład diecezjalnego sądu biskupiego. W 1921 papież Benedykt XV mianował go protonotariuszem apostolskim. W sierpniu 1923 asystował biskupowi Marianowi Józefowi Ryxowi podczas mszy na terenie radomskich koszarów. Doszło wówczas do poświęcenia sztandaru 72. Pułku Piechoty. W uroczystości udział wziął prezydent Stanisław Wojciechowski. Z sukcesem protestował przeciwko zarządzonej przez miasto i zaaprobowanej przez konserwatora zabytków rozbiórce radomskiego kościoła Świętej Trójcy. Nadzorował działania remontowe i 20 listopada 1927 poświęcił odrestaurowaną świątynię. 7 sierpnia 1928 przyjmował w kościele farnym prezydenta Ignacego Mościckiego. 
W jego pogrzebie brał udział biskup Paweł Kubicki, 120 księży oraz prawie 20.000 wiernych. Pochowano go na cmentarzu parafialnym przy ul. Limanowskiego w Radomiu.

## Upamiętnienie
Jego życie opisał dr Szczepan Kowalik w książce "Fabrica ecclesiae. Żywot i sprawy radomskiego proboszcza ks. Piotra Górskiego". W nawie bocznej kościoła św. Jana Chrzciciela w Radomiu umieszczono ku jego czci epitafium w formie płyty z brązu z inskrypcją i owalnym portretem otoczonym wieńcem laurowym z mitrą. Tablicę tę zaprojektował Bolesław Zwoliński. Odsłonięta została w czerwcu 1932. W prezbiterium kościoła farnego znajduje się pamiątkowy fotel, dar dla duchownego od innych księży z okazji jubileuszu 50-lecia kapłaństwa.